# La Mirada
La Mirada és una ciutat dels Estats Units a l'estat de Califòrnia. Segons el cens del 2007 tenia 50.093 habitants.

## Demografia
Segons el cens del 2000, La Mirada tenia 46.783 habitants, 14.580 habitatges, i 11.518 famílies. La densitat de població era de 2.301 habitants/km².
Dels 14.580 habitatges en un 37,4% hi vivien nens de menys de 18 anys, en un 64,1% hi vivien parelles casades, en un 10,4% dones solteres, i en un 21% no eren unitats familiars. En el 17,3% dels habitatges hi vivien persones soles el 10% de les quals corresponia a persones de 65 anys o més que vivien soles. El nombre mitjà de persones vivint en cada habitatge era de 3,1 i el nombre mitjà de persones que vivien en cada família era de 3,49.
Per edats la població es repartia de la següent manera: un 26,2% tenia menys de 18 anys, un 10,7% entre 18 i 24, un 28,5% entre 25 i 44, un 20,8% de 45 a 60 i un 13,8% 65 anys o més.
L'edat mediana era de 35 anys. Per cada 100 dones de 18 o més anys hi havia 88,3 homes.
La renda mediana per habitatge era de 61.632 $ i la renda mediana per família de 66.598 $. Els homes tenien una renda mediana de 47.364 $ mentre que les dones 31.993 $. La renda per capita de la població era de 22.404 $. Entorn del 3,7% de les famílies i el 5,6% de la població estaven per davall del llindar de pobresa.

## Poblacions més properes
El següent diagrama mostra les poblacions més properes.